# Gagnant quand même
Pour plus de détails, voir Fiche technique et Distribution.
Gagnant quand même (The Shamrock Handicap) est un film américain muet réalisé par John Ford, sorti en 1926. 

## Synopsis
Un noble Irlandais, Sir Miles, se montre tolérant avec ses locataires qui ne règlent pas leur loyer ; mais cette situation finit par lui amener des difficultés financières, qui l'obligent à vendre son écurie à un riche Américain. Celui-ci héberge un jeune jockey, Neil Ross, amoureux de Sheila, la fille de sir Miles. Neil se blesse pendant une course. Quelque temps après, Sir Miles et Sheila reviennent de l'Irlande avec leur pouliche, qui participe à un steeple-chase. Quand leur jockey se blesse, Neil le remplace et gagne la course. Tout s'arrange, la famille retrouve sa fortune et Neil trouve le bonheur avec Sheila.

## Fiche technique
- Titre : Gagnant quand même
- Titre original : The Shamrock Handicap
- Réalisation : John Ford
- Assistant réalisateur : Edward O'Fearna[1]
- Scénario : John Stone
- Intertitres : Elizabeth Pickett
- Photographie : George Schneiderman
- Production : William Fox et Sol M. Wurtzel
- Société de production et de distribution : Fox Film Corporation
- Pays de production :  États-Unis
- Format : noir et blanc — 35 mm — 1,33:1 - film muet
- Genre : comédie dramatique et romance
- Durée : 66 minutes
- Longueur : 6 bobines[2]
- Date de sortie :
  - États-Unis : 2 mai 1926

## Distribution
Les noms de certains personnages diffèrent selon les sources
- Janet Gaynor : Lady Sheila O'Hara
- Leslie Fenton : Neil Ross
- Willard Louis : Orville Finch
- J. Farrell MacDonald : Cornelius « Con » O'Shea[3] ou Dennis O'Shea[4]
- Claire McDowell : Molly O'Shea
- Louis Payne : Sir Miles O'Hara[3] ou Sir Miles Gaffney[4]
- George Harris : Jockey Bennie Ginsburg
- Andy Clark : « Chesty » Morgan
- Ely Reynolds : « Virus Cakes »[3] ou Puss[4]
- Thomas Delmar : Michael[3] ou Michaels[4]
- Brandon Hurst : le percepteur
- Eric Mayne : le médecin
- Bill Elliott : un villageois

## Autour du film
- C'est le premier film de John Ford en relation avec l'Irlande